# زاوية اختلاف المنظر

مثلث اختلاف المنظر الذي رؤوسه القطب P وسمت الرأس Z والنقطة R التي يقع فيها الجرم الفلكي، إذن هي زاوية اختلاف المنظر

في علم الفلك الكروي، زاوية اختلاف المنظر (بالإنجليزية: Parallactic angle)‏ هي الزاوية بين الدائرة العظمى التي تمر عبر جرم فلكي وسمت الرأس والدائرة الساعية للجرم. يُشار إليها عادةً بالرمز q. في المثلث الذي رؤوسه سمت الرأس والجرم والقطب السماوي، ستكون زاوية اختلاف المنظر زاويةً لموضع سمت الرأس عند الجرم السماوي. على الرغم من اسمها، فإن هذه الزاوية لا علاقة لها باختلاف المنظر. تساوي زاوية اختلاف المنظر صفر أو 180 درجة عندما يعبر الجرم خط الزوال.